# Свинецтетранатрий
Свинецтетранатрий — бинарное неорганическое соединение
свинца и натрия
с формулой Na4Pb,
кристаллы.

## Получение
- Сплавление стехиометрических количеств чистых веществ:

{\displaystyle {\mathsf {Pb+4Na\ {\xrightarrow {386^{o}C}}\ Na_{4}Pb}}}

## Физические свойства
Свинецтетранатрий образует кристаллы состава Na15Pb4
кубической сингонии, параметры ячейки a = 1,302 нм, Z = 16,
структура типа тетрасилицида пентадекамеди Cu15Si4
.
Соединение конгруэнтно плавится при температуре 386°C .
Растворяется в аммиаке. При электролизе аммиачного раствора на катоде выделяется натрий, на аноде — свинец 